# Фишер, Эрнст (политик)
Эрнст Фи́шер (нем. Ernst Fischer; 3 июля 1899, Комотау, Богемия — 31 июля 1972, Дойчфайстриц, Штирия) — австрийский левый политический деятель (член СДПА, а затем — КПА), министр информации в послевоенном правительстве Реннера, марксистский теоретик. Товарищ Франца Марека.
Участник Первой мировой войны. В 1933 вступил в компартию Австрии. После окончания гражданской войны в Австрии, в которой он принял активное участие, эмигрировал. С 1938 и до окончания Второй мировой войны он жил вместе с женой журналисткой Рут фон Майенбург в Москве в гостинице «Люкс».
В 1955 году женился повторно на Луизе Эйслер, бывшей жене композитора Ханса Эйслера.
В 1969 году исключен из КПА за «ревизионизм».

## Работы Фишера
- Krise der Jugend. 1931
- Freiheit und Diktatur. 1934
- Die Entstehung des österreichischen Volkscharakters. 1944
- Franz Grillparzer. 1948
- Roman in Dialogen. 1955 (в соавторстве с Луизой Эйслер)
- Von der Notwendigkeit der Kunst. 1959
- Kunst und Koexistenz: Beitrag zu einer modernen marxistischen Ästhetik. 1967
- Was Marx wirklich sagte. 1968
- Erinnerungen und Reflexionen. 1969
- Das Ende einer Illusion. 1973
- Von Grillparzer zu Kafka. 1975
- Сигнал. Борьба Димитрова против поджигателей войны. М., 1960